# Suc Gros
Le suc Gros ou le Peylat est un sommet des monts du Cantal dans le Massif central.

## Géographie

### Situation
Le suc Gros est situé sur une ligne de crête entre le suc de la Blatte et le rocher de l'Aygue, entre les communes du Falgoux et du Claux.

### Hydrographie
La Petite Rhue d'Eybes y prend sa source sur son versant sud-oriental.

## Activités

### Protection environnementale
Le sommet est inclus dans le site Natura 2000 « Massif cantalien », dans la ZNIEFF de type 2 « Monts du Cantal », ainsi que dans la ZNIEFF de type 1 « Roche de l'Aygue et suc Gros ».

### Randonnée
Le sentier de grande randonnée 400 l'approche à l'ouest.